# Desarrollo tecnológico participativo
El desarrollo tecnológico participativo (DTP) es un enfoque de aprendizaje e innovación que se utiliza en el desarrollo internacional como parte de proyectos y programas relacionados con la agricultura sostenible. El enfoque implica la colaboración entre investigadores y agricultores en el análisis de problemas agrícolas y la prueba de prácticas agrícolas alternativas.

## Orígenes
Los orígenes del Desarrollo Tecnológico Participativo se pueden encontrar en una serie de enfoques, conceptos y técnicas que se hicieron populares en las décadas de 1970 y 1980:
- Investigación y extensión de sistemas agrícolas, un enfoque que introdujo aspectos socioeconómicos en organizaciones dominadas previamente por científicos biológicos y químicos. La I/ESA también promovió la idea de ensayos "en finca".
- Tecnología adecuada, un concepto que reconoce la importancia de adecuar el diseño de la tecnología a los recursos y la cultura del usuario.
- Conocimiento técnico indígena, un concepto que reconocía la importancia de la experiencia local y la sabiduría tradicional.
- Valoración rural participativa, un conjunto de técnicas que promovieron la participación de la población rural en la toma de decisiones.

## Proceso
Una de las principales autoridades en este proceso es el Centro de aprendizaje sobre agricultura sostenible (ILEIA, por sus siglas en inglés), con sede en los Países Bajos. ILEIA ha descrito el DTP como “un proceso entre comunidades locales y facilitadores externos que supone:
- lograr una comprensión conjunta de las principales características y cambios de ese sistema agroecológico en concreto;
- definir problemas prioritarios;
- experimentar localmente con una variedad de opciones derivadas tanto del conocimiento indígena como de la ciencia formal; y
- mejorar las capacidades experimentales de los agricultores y la comunicación de agricultor a agricultor.[1]

## Facilitadores
Los facilitadores de DTP suelen ser investigadores, a veces formados por un equipo que incluye tanto científicos biológicos como sociales. Si bien el DTP está estrechamente relacionado con la investigación, a menudo cruza la frontera hacia la extensión agraria porque implica actividades de aprendizaje con los agricultores.